# Dig Out Your Soul
Dig Out Your Soul ist das siebte und letzte Studioalbum der Britpop-Band Oasis. Es erschien im Oktober 2008.

## Allgemeine Informationen
Oasis veröffentlichten Dig Out Your Soul weltweit am 3. Oktober 2008 (in den USA am 7. Oktober 2008). Die erste Single daraus, The Shock of the Lightning, erschien am 29. September 2008.
Die Aufnahmen zum Album begannen schon im Sommer 2007 in den Abbey Road Studios in London. Produziert wurde Dig Out Your Soul von Dave Sardy, der bereits Don’t Believe the Truth betreut hatte. Das Album ist das letzte mit Zak Starkey am Schlagzeug, der nach den Aufnahmen von Chris Sharrock ersetzt wurde. Vor der offiziellen Veröffentlichung wurde das Album als kostenloser Stream auf der bandeigenen Myspace-Seite vorgestellt.
Die für den Veröffentlichungstag der Vorabsingle geplante größte Radio-Livesendung einer einzelnen Gruppe aller Zeiten, bei dem ein Konzert, auf dem Oasis das neue Album vorstellten, live von acht deutschen und zwölf europäischen Sendern übertragen wurde, musste wegen einer Verletzung von Noel Gallagher verschoben werden.

## Titelliste
| Nr. | Titel                          | Songwriter     | Min. |
| --- | ------------------------------ | -------------- | ---- |
| 1.  | Bag It Up                      | Noel Gallagher | 4:39 |
| 2.  | The Turning                    | Noel Gallagher | 5:05 |
| 3.  | Waiting for the Rapture        | Noel Gallagher | 3:03 |
| 4.  | The Shock of the Lightning     | Noel Gallagher | 5:02 |
| 5.  | I’m Outta Time                 | Liam Gallagher | 4:10 |
| 6.  | (Get Off Your) High Horse Lady | Noel Gallagher | 4:07 |
| 7.  | Falling Down                   | Noel Gallagher | 4:20 |
| 8.  | To Be Where There’s Life       | Gem Archer     | 4:35 |
| 9.  | Ain’t Got Nothin’              | Liam Gallagher | 2:15 |
| 10. | The Nature of Reality          | Andy Bell      | 3:48 |
| 11. | Soldier On                     | Liam Gallagher | 4:49 |

Wie beim Studiovorgänger Don’t Believe the Truth stammen nicht mehr alle Stücke exklusiv von Noel Gallagher. Liam Gallagher schrieb drei Songs, Gem Archer und Andy Bell steuerten jeweils einen Song bei.

### Japanische Ausgabe
Die japanische Ausgabe wurde um zwei Stücke ergänzt:
- I Believe in All (Liam Gallagher) – 2:41
- The Turning (Alt. Version #4) (Noel Gallagher) – 4:57[7]

### Super Deluxe Boxset
Eine Deluxe-Ausgabe erschien als Boxset mit neun weiteren Songs auf einer zweiten CD, einer DVD mit dem Video zu The Shock of the Lightning sowie Making-ofs zu diesem Video und zum Album, einer Vierfach-LP, die die Titel der beiden CDs enthält, sowie einem 24-seitigen Buch.

#### Titelliste Zusatz-CD
| Nr. | Titel                      | Songwriter     | Bemerkung                     | Min. |
| --- | -------------------------- | -------------- | ----------------------------- | ---- |
| 1.  | Lord Don’t Slow Me Down    | Noel Gallagher |                               | 3:18 |
| 2.  | The Turning                | Noel Gallagher | The Jagz Kooner Remix         | 4:52 |
| 3.  | Boy with the Blues         | Liam Gallagher |                               | 4:40 |
| 4.  | Falling Down               | Noel Gallagher | The Chemical Brothers Remix   | 4:27 |
| 5.  | The Shock of the Lightning | Noel Gallagher | The Jagz Kooner Remix         | 6:40 |
| 6.  | I Believe in All           | Liam Gallagher |                               | 2:41 |
| 7.  | To Be Where There’s Life   | Gem Archer     | A Richard Fearless Production | 6:24 |
| 8.  | The Turning                | Noel Gallagher | Alt. Version #4               | 4:57 |
| 9.  | Waiting for the Rapture    | Noel Gallagher | Alt. Version #2               | 3:01 |

Lord Don’t Slow Me Down war zuvor eine Download-Only-Single, die am 21. Oktober 2007 als Titelstück des Oasis-Rockumentarys mit dem gleichen Namen erschien und in den UK-Charts Platz 10 belegte. Aufgenommen wurde das Stück, das Noel Gallagher als Mischung aus The Who, The Yardbirds und Jeff Beck Group beschrieb, im Rahmen der Don’t Believe The Truth-Sessions. Boy with the Blues sollte ursprünglich die Lead-Single einer für 2006 geplanten EP werden, die jedoch nie realisiert wurde. Der Chemical-Brothers-Remix von Falling Down wurde ursprünglich als Teil der Download-Only-Single des Original-Songs veröffentlicht und erschien auch als B-Seite von The Shock of the Lightning. I Believe in All wurde ursprünglich allen iTunes-Vorbestellern der regulären Album-Version als Bonus-Track geschenkt.

## Künstlerische Beschreibung

### Musik
Das Album ist wie seine Vorgänger stark von The Beatles beeinflusst und benutzt Elemente von Classic Rock und Psychedelic Rock, weist dabei aber ein Riff-orientierteres Songwriting auf als zuletzt. Der Band wird zu diesem Album eine gewachsene musikalische Offenheit attestiert.
Laut Noel Gallagher ging es der Band weniger um Songs nach klassischem Muster, sondern mehr um Groove:

I wanted to write music that had a groove; not songs that followed that traditional pattern of verse, chorus and middle eight. I wanted a sound that was more hypnotic; more driving. Songs that would draw you in, in a different way. Songs that you would maybe have to connect to – to feel.

„Ich wollte Musik schreiben, die einen Groove hatte; keine Lieder, die diesem traditionellen Muster von Vers, Refrain und Mitte acht folgten. Ich wollte einen Klang, der hypnotischer war; mehr Fahren. Songs, die dich auf eine andere Weise anziehen würden. Songs, mit denen Sie sich vielleicht verbinden müssten – um sie zu fühlen.“

### Texte
In den Texten geht es zum Teil um die Auseinandersetzung mit dem eigenen Glauben und der eigenen Sterblichkeit.
Der Albumtitel Dig Out Your Soul ist eine Zeile aus Archers Song To Be Where There’s Life, der sich auf einen Discjockey bezieht, der Schallplatten von Motown auflegt. Noel Gallagher sagte über den Titel: „Dig Out Your Soul ist nicht der beste Titel, aber er war der beste, der uns an dem Tag, an dem er uns einfallen musste, eben einfiel.“ (Noel Gallagher) Ursprünglich hätte der Titel der Platte Bag It Up lauten sollen, was aber verworfen wurde, nachdem Noel Gallagher von seiner Freundin erfuhr, dass Geri Halliwell einen Song des gleichen Namens veröffentlicht hatte. Auch die Titel Standing on the Edge of Noise und The Shock of the Lightning (wie der gleichnamige Singletitel) wurden zwischenzeitlich erwogen.

### Zitate und Referenzen
Es gibt zahlreiche Anspielungen auf die Beatles: Der Text der Single The Shock of the Lightning verweist auf Magical Mystery Tour, Soldier On verwendet eine Melodie aus dem Song I Am the Walrus, und The Nature of Reality setzt Gitarren ein, die sich stark an den Song Helter Skelter anlehnen. (Get Off Your) High Horse Lady verwendet Händeklatschen wie bei Give Peace a Chance von John Lennons Plastic Ono Band. Der Song I’m Outta Time enthält einen versteckten Rede-Schnipsel von Lennon selbst. Waiting for the Rapture zitiert das Eröffnungsriff des Songs 5 to 1 von The Doors.
Der Track The Turning, dessen Ende die Gitarren-Coda des Beatles-Songs Dear Prudence verwendet, hört sich zudem nach Angaben des Rolling Stones „verdächtig“ nach Cliff Richards Devil Woman an. Die Band selbst bezog zu den Plagiatsvorwürfen vorerst keine Stellung.
Weitere Parallelen wurden zu The Who, Pink Floyd und Gary Glitter gezogen. Der Americana-Musiker Ryan Adams verglich Dig Out Your Soul mit Radioheads Album Kid A.

### Artwork
Das Artwork des Albums wurde von Julian House gestaltet. Er war ursprünglich nur für die Art Direction vorgesehen, aber nachdem Noel Gallagher ein Collagen-Cover sah, das House für ein Buch von Hunter S. Thompson gestaltet hatte, wurde er mit der Gestaltung des Covers beauftragt.
Die Collage auf dem Cover besteht aus zahlreichen Einzelbildern einer lizenzfreien Bilderbücherei. In einer dargestellten Zeitungsschlagzeile wird eine Zeile der Single The Shock of the Lightning wiedergegeben. Ansonsten gibt es weniger direkte Bezüge auf die Texte, sondern eher auf die allgemeinen Themen der Platte. House selbst bezeichnet das Cover als „Mischung aus bewusstseinserweiternder Vision und volkstümlicher Kirmeskunst“, die „eher an englische Psychedelia erinnern“ soll.

## Singles

### Falling Down
Vor Veröffentlichung des Albums wurde der Song Falling Down als Download-Only-Single über iTunes veröffentlicht und erreichte die Charts in Italien (Platz 19), Schweden (Platz 26) und den Niederlanden (Platz 71). Der Song gehört außerdem zum Soundtrack der Anime-Serie „Eden of the East“.

### The Shock of the Lightning
Die Single The Shock of the Lightning war die erste Lead-Single eines Oasis-Albums seit ihrer Debütsingle Supersonic, die nicht Nummer eins in ihrem Heimatland wurde. Gründe dafür mögen in dem schon lange vorher im Internet veröffentlichten Song und an der Nonpräsenz der für Oasis typischen, weder auf dem Album noch vorher veröffentlichten Songs sein, die bislang als B-Seite in der Historie der Band ob ihrer erwarteten Qualität (als Reminiszenz zu der Qualität der vielgerühmten B-Seiten der 1990er-Jahre-Singles) immer wieder große Aufmerksamkeit durch zumindest der großen Fanschar (die Pre-singles eines jeden Albums immer wieder auf den ersten Chartplatz in UK hievten) erfuhren.
Das Video wurde von Julian House und Julian Gibbs gedreht, greift mit den ersten Bildern die Ästhetik des Covers der Best-Of-Sammlung Hot Rocks 1964–1971 von The Rolling Stones auf und hat auch ansonsten zahlreiche Bezüge zum Kunstverständnis der späten Sechziger. Das Stück ist stark beeinflusst von deutschen Bands wie Neu! und Can.
Der Song wird im Abspann des japanischen Superheldenfilms K-20 – Die Legende der schwarzen Maske von 2009 verwendet und wurde auch in Werbespots von Honda gesendet.

## Kritiken
Laut Rolling Stone wurde das Album wie seine Vorgänger „unterschiedlich rezipiert“, galt in der Kritik aber überwiegend als „das frischeste seit längerer Zeit“. Das Album erreichte bislang einen Metascore von 67 und erhielt somit überwiegend lobende Beurteilungen (Stand 15. Oktober 2008). Laut Billboard entdecken Oasis mit dem Album wieder ihre ursprüngliche Kraft, was auch daran liege, dass Noel Gallaghers Songwriting an vergangene Zeiten anknüpfe. Der Observer bewertete Dig Out Your Soul mit 4/5 Punkten und wertete das Album wohlwollend als Erwartungserfüllung. die tageszeitung zeigte sich positiv überrascht und attestierte der Band, „wieder eine gute Platte gemacht“ zu haben. In der Online-Musikdatenbank omdb erhielt das Album eine Bewertung von 9 von 10 Punkten und wurde als „Kracher“ bezeichnet, der „an die glorreichen Anfangstage der Band“ anknüpfe. Plattentests.de spricht davon, dass die Band „vor sich selbst und ihrer Geschichte kapituliert“ und dadurch die eigene musikalische Kreativität wiedergefunden habe.
Es gab jedoch auch negative Kritik: Spin vergibt 3,5/5 Punkte und lobt vor allem die von Noel Gallagher geschriebenen Songs. Bemängelt wird jedoch, dass die von den anderen Bandmitgliedern stammenden Stücke nicht mit ersteren mithalten können. Der Guardian bewertete das Album weder als Meisterstück noch als Katastrophe und vergab 3/5 Punkte. Uncut gab ebenfalls 3/5 Punkte und stellte die Frage, ob Oasis noch in der Lage seien, ihr Publikum zum Mitsingen zu animieren. Schallgrenzen bezeichnet die Musik von Dig Out Your Soul als „trauriges Mittelmaß“ und die Band als „Traditionalisten reinsten Wassers“. Pitchfork Media unterstellte der Band in einer Bewertung von 4,9/10 Punkten, ihr früher mit Einflüssen aus Punk, Glam und Shoegazing aufregender gestaltetes Plagiieren der Beatles-Einflüsse verkommen lassen zu haben. Das amerikanische Magazin Paste warf Oasis vor, Langeweile zu verbreiten, und vergab 37/100 Punkte.

## Kommerzieller Erfolg

### Chartplatzierungen
Das Album verkaufte allein im Vereinigten Königreich bereits am ersten Tag circa 90.000 Exemplare und stieg sofort bei Veröffentlichung auf Platz eins der britischen Albumcharts ein. Damit erreichte jedes Studioalbum von Oasis dort die Spitzenposition der Charts.
| ChartsChartplatzierungen       | Höchstplatzierung | Wochen |
| ------------------------------ | ----------------- | ------ |
| Deutschland (GfK)              | 8 (11 Wo.)        | 11     |
| Österreich (Ö3)                | 13 (7 Wo.)        | 7      |
| Schweiz (IFPI)                 | 2 (8 Wo.)         | 8      |
| Vereinigte Staaten (Billboard) | 5 (5 Wo.)         | 5      |
| Vereinigtes Königreich (OCC)   | 1 (33 Wo.)        | 33     |

| ChartsJahrescharts (2008)    | Platzierung |
| ---------------------------- | ----------- |
| Vereinigtes Königreich (OCC) | 15          |

### Auszeichnungen für Musikverkäufe
| Land/Region                  | Auszeichnungen für Musikverkäufe (Land/Region, Auszeichnung, Verkäufe) | Verkäufe |
| ---------------------------- | ---------------------------------------------------------------------- | -------- |
| Japan (RIAJ)                 | Gold                                                                   | 100.000  |
| Vereinigtes Königreich (BPI) | 2× Platin                                                              | 600.000  |
| Insgesamt                    | 1× Gold · 2× Platin ·                                                  | 700.000  |

Hauptartikel: Oasis/Auszeichnungen für Musikverkäufe